# Ведлозеро (озеро)
Ве́длозеро (карел. Vieljärvi) — озеро, расположенное в Пряжинском национальном районе Республики Карелия России.

## Общие сведения
Относится к административному водному бассейну 01.04.01.003: Ладожское озеро без рек Волхов, Свирь и Сясь.
В 1937 году, после постройки в целях лесосплава на реке Видлица плотины при истоке из озера, Ведлозеро превращено в водохранилище.
На северо-восточном побережье Ведлозера расположено село Ведлозеро, являющееся административным центром сельского поселения. Также на северном побережье находятся населённые пункты Юргилица и Куккойла. В непосредственной близости от этих посёлков проходит федеральная трасса А121, соединяющая Петрозаводск и Хельсинки.
В конце 1940-х-1950-е годы на озере осуществлялось пассажирское судоходство — на линии Ведлозеро-Куйкиннаволок работали мотокатера № 742, 6 Управления по транспортному освоению малых рек и озёр при Совете Министров Карельской ССР.
Ранее находилось на территории Олонецкого уезда Олонецкой губернии.

## Описание
Береговая линия озера довольно извилиста, коэффициент извилистости равен 2,3.
Берега преобладают высокие и каменистые, покрыты смешанным лесом. Юго-западное побережье низкое, местами заболоченное. Дно большей частью ровное. Котловина углубляется с запада на восток: на западе средняя глубина озера составляет около 5 метров, а на востоке она достигает 11 метров. Грунты — толстый слой серо-зелёного ила. Для прибрежной зоны озера характерны каменистые, местами песчано-каменистые грунты, а также рудный песок и оолитовая руда. Котловина ледникового происхождения.
На озере расположено 15 островов протяжённостью общей береговой линии 28 километров. Самые крупные из них — Сало и Юргилицкий. Общая площадь островов составляет 6,1 км².
В озере обитают 12 видов рыб. Среди них судак, окунь, лещ, щука, ряпушка, плотва, налим, ёрш, редко встречаются сиг и лосось.